# 源義高 (左兵衛権佐)
源 義高（みなもと の よしたか）は、平安時代後期の武士。河内源氏、源義忠の次男。官位は従四位下・左兵衛権佐。

## 略歴
父が暗殺されると、母方の平家で育てられた。左兵衛尉、左馬允、兵庫助などを歴任し、ついに官位は父を凌ぎ、従四位下左兵衛権佐にまでなった。そのため、当時の史料では源氏の棟梁を自負していたともされる。
兄に経国がいるが、経国が関東に下ったのに対し、義高は都に住し、平家が勢力を強めるに従って順調な官途を進んだ。
子に、従五位上河内守源義成がいる。実質的に源義忠の系統の嫡流は兄の経国に代わり、義高の子孫が継承する。義高の子孫は代々北面武士で河内国に領地を持つ武士として続いた。